# Młodzi, piękni i szaleni
Młodzi, piękni i szaleni (fr. Les Gaous) – francusko-niemiecko-brytyjska komedia z 2004 roku w reżyserii Igora Sékulica.

## Opis fabuły
Maurice (Matthias Van Khache) i Benoît (Hervé Lassïnce) mieszkają na południu Francji. Pewnego dnia w okolicy zjawia się elegancka paryżanka Julie (Élise Perrier). Towarzyszy jej chłopak. Maurice zakochuje się w niej od pierwszego wejrzenia. Postanawia pojechać do stolicy i zdobyć jej serce.

## Obsada
- Matthias Van Khache jako Maurice
- Hervé Lassïnce jako Benoît
- Richard Bohringer jako François Bricard
- Jean-Marie Bigard jako Dédé
- Mareva Galanter jako Pénélope
- Ticky Holgado jako Jojo
- Vincent Moscato jako Gérard
- Élise Perrier jako Julie
- Richaud Valls jako Guillaume
- Stéphane Soo Mongo jako Samir

i inni